# Donji Klasnić
Donji Klasnić falu Horvátországban, Sziszek-Monoszló megyében. Közigazgatásilag Glinához tartozik.

## Fekvése
Sziszek városától légvonalban 32, közúton 51 km-re délnyugatra, községközpontjától légvonalban 13 közúton 16 km-re délkeletre, a Glinát a dvori határátkelővel összekötő 6-os számú főúttól délkeletre fekszik.

## Története
A település nevét egykori birtokosairól a Klasnić családról kapta akik a török terjeszkedés idején a Frangepánok bosiljevói uradalmára települtek át. Ezt követően a 16. század közepén a török hódítókkal együtt pravoszláv szerbek érkeztek erre a vidékre. Az 1683 és 1699 között felszabadító harcokban a keresztény seregek kiűzték a térségből a törököt és a török határ az Una folyóhoz került vissza. Ezután a török uralom alatt maradt boszniai Unamentéről és Közép-Boszniából tömegesen érkeztek szerb családok a felszabadított területekre. 1696-ban a szábor a bánt tette meg a Kulpa és az Una közötti határvédő erők parancsnokává, melyet hosszas huzavona után 1704-ben a bécsi udvar is elfogadott. Ezzel létrejött a Báni végvidék (horvátul Banovina), mely katonai határőrvidék része lett. 1745-ben megalakult a Glina központú első báni ezred, melynek fennhatósága alá ez a vidék is tartozott. Klasnić első templomát 1713-ban építették, a parókiát 1774-ben alapították. 1768-ban Klasnić településnek 109 háza volt. 1800-ban 92 ház állt a településen 986 lakossal. A parókia legkorábbi anyakönyve 1831-ből származik. Az anyakönyvek szerint a 19. század első felében Klasnićot az Anđelić, Adžić, Badrić, Bajić, Bijelić, Bjelan, Bogdanović, Bogojević, Brkić, Vučković, Vukelić, Demić, Dragojević, Đurasinović, Zlatović, Zorojević, Zrakić, Jović, Kalaba, Klјajić, Lončarević, Ljilјak, Milakara, Milaković, Mirčetić, Momić, Muidža, Obradović, Ognjenović, Petrović, Podunavac, Prusac, Relić, Resanović, Rudić, Rusić, Sarapa, Slijepčević, Stojaković, Carić, Šikanja és Šućura családok lakták. A klasnići iskolát 1831-ben alapították (a mai iskolaépület 1965-ben épült).
1881-ben megszűnt a katonai közigazgatás és Zágráb vármegye Glinai járásának része lett. 1883. szeptember 12-én a faluban felkelés tört ki a magyar hatalom ellen. Ennek előzményként híre jött, hogy Glináról  magyar tisztviselők érkeznek, hogy a falvakban magyar címereket osszanak szét. A nép Klasnićról és a szomszédos falvakból a községháza elé özönlött, hogy megvárják a magyarokat. Közben az emberek megtámadták a községi elöljárókat, két pandúrt összevertek, egyet pedig meg is öltek. Megverték a községi bírót és a jegyzőt is. Közben a helyi kocsmában bort ittak és ennek hatására megtámadták a templomot és a parókiát úgy, hogy még a parókus is alig tudott elmenekülni. A felkelés másnapján 13-án Glinából katonaság érkezett, mely könnyen úrrá lett a helyzeten. Többeket letartóztattak és előbb Glinára, majd a bíróság elé Petrinyára vittek. Nyolc helyi lakost december 22-én a bíróság tíz hónaptól két évig terjedő börtönbüntetésre ítélt, míg másik nyolc lakos enyhébb büntetést kapott.
A „Privrednik” szerb gazdasási egyesületet a gornji budački nagykereskedő Vladimir Matijević kezdeményezésére 1897-ben alapították Zágrábban. Ez volt a szerbség egyik legjelentősebb gazdasági és kulturális szervezete. Célja elsősorban a szegény sorsú tehetséges gyermekek felkutatása, felemelése, oktatása és a róluk való gondoskodás volt. Tevékenységi területe kiterjedt Dalmáciára, Likára, a Kordunra, a Báni végvidékre, Szlavóniára, Boszniára, Hercegovinára és a Vajdaságra. Az egyesület 1946-ig való működése során több mint száz klasnići gyermeket támogatott. A falunak 1857-ben 1418, 1910-ben 1150 lakosa volt. a 20. század elején a jobb élet reményében sok klasnići vándorolt ki a tengerentúlra. Az első világháború idején többen csatlakoztak a harcoló szerb csapatokhoz, az adatok alapján konkrétan 22-en vettek részt a szerbek oldalán a harci cselekményekben. 1918-ban az új szerb-horvát-szlovén állam, majd később Jugoszlávia része lett.
A második világháború idején a Független Horvát Állam része volt, de szerb lakói tömegesen csatlakoztak a partizánegységekhez. 1942. december 26-án itt alakult meg a nemzeti felszabadító hadsereg 16. banijai brigádja 759 harcossal. Az egység részt vett a véres neretvai és sutjeskai harcokban, melyben létszámának kétharmadát elveszítette. A veszteségek miatt az egységet 1943. június 30-án újraalakították és hozzácsatolták a 6. és 7. banijai brigádokhoz. A háborúban Klasnić teljes embervesztesége 427 fő volt, akik közül 102-en a harcokban estek el, 102-en meghaltak vagy eltűntek 223-an pedig a fasiszta terror áldozatai lettek. A falu 1991. június 25-én jogilag a független Horvátország része lett, de szerb lakói a Krajinai Szerb Köztársasághoz csatlakoztak. A falut 1995. augusztus 8-án a Vihar hadművelettel foglalta vissza a horvát hadsereg. A lakosság elmenekült. Később több, főként idős ember visszatért. A településnek 2011-ben 90 lakosa volt, akik mezőgazdasággal és állattartással foglalkoztak.

## Népesség
| Lakosság változása | Lakosság változása | Lakosság változása | Lakosság változása | Lakosság változása | Lakosság változása | Lakosság változása | Lakosság változása | Lakosság változása | Lakosság változása | Lakosság változása | Lakosság változása | Lakosság változása | Lakosság változása | Lakosság változása | Lakosság változása |
| ------------------ | ------------------ | ------------------ | ------------------ | ------------------ | ------------------ | ------------------ | ------------------ | ------------------ | ------------------ | ------------------ | ------------------ | ------------------ | ------------------ | ------------------ | ------------------ |
| 1857               | 1869               | 1880               | 1890               | 1900               | 1910               | 1921               | 1931               | 1948               | 1953               | 1961               | 1971               | 1981               | 1991               | 2001               | 2011               |
| 1.418              | 1.590              | 1.602              | 1.112              | 1.184              | 1.150              | 1.229              | 1.995              | 845                | 763                | 694                | 600                | 488                | 410                | 108                | 90                 |

(1857 és 1880 között, valamint 1931-ben Gornji Klasnić lakosságával együtt.)

## Nevezetességei
- A Szentlélek eljövetele tiszteletére szentelt pravoszláv parochiális temploma 1879-ben épült a 6-os számú főút bal oldalán. 1942 januárjában a partizánok súlyosan megrongálták. 1978-ban újrafedték, hogy megóvják a teljes pusztulástól.
- Hagyományos népi építésű házak a 3, 6, 7, 10, 12, 17, 19, 20,113, 115,116,117, 118 számok alatt.